# Зельпін
Зельпін (нім. Selpin) — громада в Німеччині, розташована в землі Мекленбург-Передня Померанія. Входить до складу району Росток. Складова частина об'єднання громад Тессін.
Площа — 32,99 км2. Населення становить 488 ос. (станом на 31 грудня 2020).